# Lusk (Wyoming)
Lusk é uma cidade  localizada no estado norte-americano de Wyoming, no Condado de Niobrara.

## Demografia
Segundo o censo norte-americano de 2000, a sua população era de 1447 habitantes.
Em 2006, foi estimada uma população de 1330, um decréscimo de 117 (-8.1%).

## Geografia
De acordo com o United States Census Bureau tem uma área de
5,2 km², dos quais 5,2 km² cobertos por terra e 0,0 km² cobertos por água. Lusk localiza-se a aproximadamente 1530 m acima do nível do mar.

## Localidades na vizinhança
O diagrama seguinte representa as localidades num raio de 88 km ao redor de Lusk.